# Movimento retilíneo uniforme

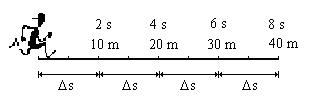

O movimento retilíneo uniforme (MRU) é caracterizado pela uniformidade de espaços em intervalos de tempos iguais, o que implica uma velocidade constante (sem aceleração). Ocorre ao longo de uma linha reta, como no caso de um veículo que trafega por uma pista retilínea. 
Observe o exemplo que o rapaz percorre espaços iguais em tempos iguais. Ele leva 2 s para percorrer cada 10 m, ou seja, quando está a 10 m se passaram 2 s, quando está em 20 m se passaram 4 s e assim sucessivamente, de tal forma que se calcularmos sua velocidade em cada uma das posições descritas (em relação a posição inicial, que neste caso é zero), teremos:
{\displaystyle v_{m}={\frac {\Delta s}{\Delta t}}={\frac {10}{2}}={\frac {20}{4}}={\frac {30}{6}}={\frac {40}{8}}=5m/s}
Portanto quando falamos de MRU não tem mais sentido em utilizarmos o conceito de velocidade média, já que a velocidade não se altera no decorrer do movimento, logo passaremos a utilizar:
{\displaystyle v_{m}=v}

## Função horária do M.R.U
Partindo da definição da velocidade:
{\displaystyle v={\frac {\Delta s}{\Delta t}}={\frac {s_{2}-s_{1}}{t_{2}-t_{1}}}}
Consideraremos que o corpo inicia seu movimento no espaço {\displaystyle s_{0}}e no instante {\displaystyle t_{1}=0}, assim fazendo {\displaystyle s_{2}=s}e {\displaystyle t_{2}=t}, teremos:
{\displaystyle v={\frac {s-s_{0}}{t-0}}={\frac {s-s_{0}}{t}}}
Simplificando a expressão, temos que:
{\displaystyle v.t=s-s_{0}\,\!}
Isolando o espaço s, fica:
{\displaystyle s_{0}+v.t=s\,\!}

Portanto a Função Horária do MRU é dada por:
{\displaystyle s=s_{0}+v.t\,\!}
Onde:
s = posição final
S0 = posição inicial
v = velocidade
t = tempo

## Tipos de movimento
Por convenção, definimos: Movimento progressivo: quando um corpo se desloca em um sentido que coincide com a orientação da trajetória, ou seja, para frente, então ele terá uma v>0 e Δs>0.  Movimento retrógrado: quando o sentido do movimento for contrário ao sentido de orientação da trajetória, ou seja, para trás, então ele terá uma v<0 e Δs<0.

### Diagramas
Podemos observar que o espaço é uma função do tempo s = f(t), do 1º grau em t. Uma função de 1º grau é representada graficamente por uma reta, no sistema de coordenadas cartesianas, em relação ao eixo dos tempos.
Notamos que o gráfico da função é uma reta crescente, portanto, o movimento é progressivo, ou seja, o móvel caminha na mesma direção e sentido da orientação da trajetória. Para v > 0 a função é crescente, assim o gráfico da função pode ser:

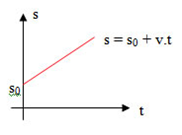

Nesse caso a velocidade é menor do que zero (v < 0), o movimento é retrógrado, ou seja, o móvel caminha no sentido contrário ao da orientação da trajetória. Para v < 0 a função é decrescente, e a representação gráfica da função é:

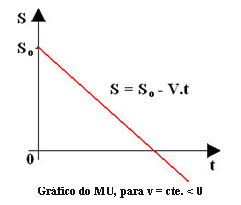

## Gráficos da velocidade
Como a velocidade escalar média é constante, os gráficos podem ser:
1 – Para v > 0:

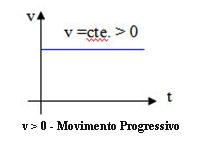

Note que o gráfico da velocidade é uma reta paralela ao eixo dos tempos, para v = f(t). Essa função é uma função constante.
2 – Para v < 0:

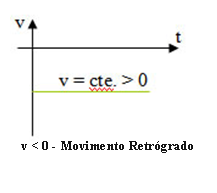

Nota: Os gráficos não determinam a trajetória, apenas representam as funções do movimento.
Como no movimento uniforme a aceleração é nula (a=0), o gráfico da aceleração é uma reta que coincide com o eixo dos tempos.

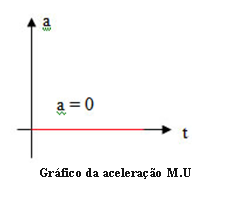

- cte = constante

## Aplicação da fórmula
Um tiro é disparado contra um alvo preso a uma grande parede capaz de refletir o som. O eco do disparo é ouvido 2,5 segundos depois do momento do golpe. Considerando a velocidade do som 340 m/s, qual deve ser a distância entre o atirador e a parede?
{\displaystyle {\begin{aligned}\Delta t&=2,5s\\v_{m}&=340m/s\end{aligned}}}
Aplicando a equação horária do espaço, teremos:
{\displaystyle S_{final}=S_{inicial}+v\cdot \Delta t}
, mas o eco só será ouvido quando o som "ir e voltar" da parede.
Então:
{\displaystyle S_{final}=2S\,\!}
{\displaystyle {\begin{aligned}2S&=0+{\frac {340m}{s}}\cdot 2,5s\\2S&=850m\\S&={\frac {850m}{2}}=425m\end{aligned}}}
É importante não confundir o s que simboliza o deslocamento do s que significa segundo. Este é uma unidade de tempo. Para que haja essa diferenciação, no problema foram usados: S (para deslocamento) e s (para segundo).

## Resolução de questões com gráficos

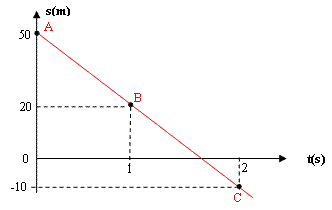

Analisando o gráfico, é possível extrair dados que deverão ajudar na resolução dos problemas:
| S | 50 m | 20 m | -10 m |
| T | 0s   | 1s   | 2s    |

Sabemos então que a posição inicial será a posição = 50 m quando o tempo for igual a zero. Também sabemos que a posição final s=-10 m se dará quando t=2 s. A partir daí, fica fácil utilizar a equação horária do espaço e encontrar a velocidade do corpo:
{\displaystyle {\begin{aligned}s&=s_{0}+v\Delta t\\-10m&=50m+v(2s-0s)\\-10m&-50m=(2s)v\\-60m&=(2s)v\\-{\frac {60m}{2s}}&=v\\-30m/s&=v\end{aligned}}}

## Velocidade relativa
Consideremos duas partículas A e B movendo-se em uma mesma trajetória e com velocidades escalares A e B, em duas situações distintas: movendo-se no mesmo sentido e em sentidos opostos. A velocidade escalar que uma das partículas possui em relação à outra (tomada como referência) é chamada de velocidade relativa (REL) e o seu módulo é calculado como relatamos a seguir.
| I. Móveis em Sentidos Opostos | II. Móveis no Mesmo Sentido |
| ----------------------------- | --------------------------- |
|                               |                             |

Observação: Ao estabelecermos um movimento relativo entre móveis, um deles é tomado como referência e, portanto, permanece parado em relação a si mesmo, enquanto o outro se aproxima ou se afasta dele com uma certa velocidade relativa. Observe isto no esquema abaixo.

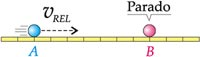

## Aplicação das fórmulas

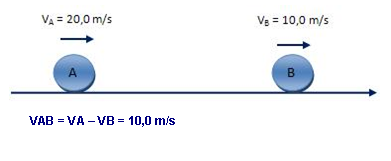

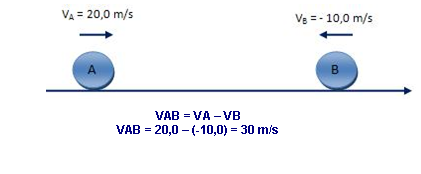

a) 

b) 

## Aplicações
Radar, do termo em inglês Radio Detection and Ranging, é um aparelho utilizado para localizar objetos a longa distância. Para que o radar consiga precisar a localização de um objeto, é utilizado um circuito eletrônico analisador, que compara os pulsos emitidos e suas eventuais reflexões, sendo capaz de determinar o tempo transcorrido entre a emissão e a recepção do eco (veja a figura abaixo).

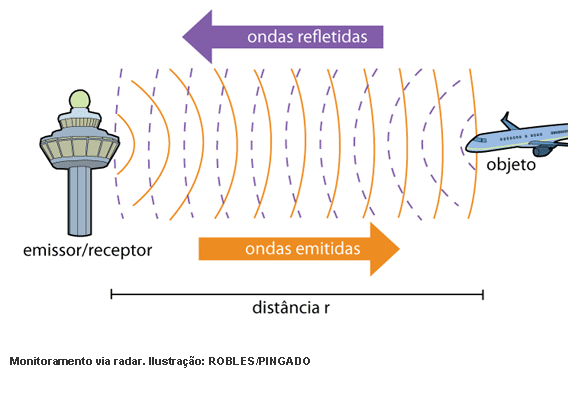

Medindo-se esse tempo e considerando-se a velocidade de propagação do pulso (cerca de 300 000 km/s), obtém-se a distância do objeto. Para essa conta, é usada a equação horária do espaço do Movimento Retilíneo Uniforme (MRU), supondo que os pulsos de radiações propagam-se em linha reta e com velocidade constante.